# NGC 5674
NGC 5674 (другие обозначения — UGC 9369, MCG 1-37-31, ZWG 47.96, 8ZW 434, IRAS14313+0540, PGC 52042) — спиральная галактика с перемычкой (SBc) в созвездии Дева.
Этот объект входит в число перечисленных в оригинальной редакции «Нового общего каталога».